# Lepidochrysops cupreus
Lepidochrysops cupreus är en fjärilsart som beskrevs av Sheffield Airey Neave 1910. Lepidochrysops cupreus ingår i släktet Lepidochrysops och familjen juvelvingar. Inga underarter finns listade i Catalogue of Life.